# Era Montanheta (Naut Aran)
Era Montanheta és una serra situada al municipi de Naut Aran a la comarca de la Vall d'Aran, amb una elevació màxima de 2.175 metres.